# Calling Card
Calling Card es el sexto álbum de estudio del guitarrista irlandés de blues rock Rory Gallagher, publicado en 1976 a través de Chrysalis Records. Fue el primer disco que cuenta con la colaboración de un coproductor, en este caso de Roger Glover bajista de Deep Purple y además, es el último que participa los músicos Rod de'Ath en la batería y Lou Martin en los teclados.
En las notas del vinilo original, Roger Glover aseguró que conoció a Rory durante una gira por los Estados Unidos abriendo los shows precisamente de Deep Purple. Allí el guitarrista le comentó que quería incluir el género hard rock en su futuro trabajo y por ello quería contar con él en la coproducción. Finalmente el proceso de grabación se llevó a cabo en los Musicland Studios en Múnich, cuyo propietario es el músico italiano Giorgio Moroder.
Obtuvo el puesto 32 en los UK Albums Chart del Reino Unido y alcanzó la posición 163 en la lista Billboard 200 de los Estados Unidos. En 2005 fue certificado con disco de plata por la British Phonographic Industry, luego de superar las 60 000 copias vendidas.
En 1999 fue remasterizado y relanzado por el sello Buddah Records y en ella se incluyó dos pistas adicionales; «Rue the Day» y «Public Enemy No. 1». Adicional a ello, pero en el 2012, su propio sello Capo Records lo volvió a relanzar con una pista adicional; «Where Was I Going To?».

## Lista de canciones
Todas las canciones escritas por Rory Gallagher.

| N.º | Título                   | Duración |  |
| 1.  | «Do You Read Me»         | 5:20     |  |
| 2.  | «Country Mile»           | 3:18     |  |
| 3.  | «Moonchild»              | 4:48     |  |
| 4.  | «Calling Card»           | 5:24     |  |
| 5.  | «I'll Admit You're Gone» | 4:25     |  |
| 6.  | «Secret Agent»           | 5:45     |  |
| 7.  | «Jack-Knife Beat»        | 7:04     |  |
| 8.  | «Edged in Blue»          | 5:31     |  |
| 9.  | «Barley and Grape Rag»   | 3:39     |  |

| Pistas adicionales en reedición CD de 1999 |                      |          |  |
| N.º                                        | Título               | Duración |  |
| 9.                                         | «Rue the Day»        | 4:14     |  |
| 10.                                        | «Public Enemy No. 1» | 4:35     |  |

| Pista adicional en reedición CD de 2012 |                         |          |  |
| N.º                                     | Título                  | Duración |  |
| 9.                                      | «Where Was I Going To?» | 5:29     |  |

## Músicos
- Rory Gallagher: voz, guitarra eléctrica y armónica
- Gerry McAvoy: bajo
- Lou Martin: teclados
- Rod de'Ath: batería y percusión